# Kostel Všech svatých (Volyně)
Kostel Všech svatých ve Volyni je římskokatolický farní kostel v volyňské farnosti v okrese Strakonice. Kostel je chráněn jako kulturní památka. Stojí vedle volyňské tvrze v Zámecké ulici.

## Historie
Kostel původně zasvěcený svatému Václavovi byl ve Volyni postaven na počátku čtrnáctého století. V nejstarší stavební fázi byl kostel převážně dřevěný, ale přesto se z ní zachoval jižní hrotitý portál v předsíňce. Roku 1327 započala výstavba budovy, která je základem dochovaného kostela. Hlavní loď byla zaklenuta až v letech 1460–1470, kdy vznikla také jižní loď plně dokončená roku 1509. Sakristie pochází z roku 1668 a věž byla přistavěna teprve roku 1817.

## Stavební podoba
Kostel byl původně jednolodní s pravoúhlým presbytářem, ke kterému byla v roce 1388 přistavěna kaple Panny Marie a v sedmnáctém století sakristie. Po rozšíření ve druhé polovině patnáctého století vzniklo síňové dvoulodí s drobnou předsíní na jižní straně a k jeho západnímu průčelí byla v devatenáctém století přistavěna hranolová věž. Loď je zaklenutá síťovou klenbou, zatímco v presbytáři a kapli je použitá křížová klenba na masívních hranolových žebrech. V západní části kostela se nachází kruchta podklenutá třemi poli plackové klenby.

## Zařízení
Většina vybavení je novogotická a novobarokní ze druhé poloviny devatenáctého století. Z první poloviny sedmnáctého století pochází obraz Všech svatých na hlavním oltáři. Další obrazy Svaté rodiny a svatého Jana Nepomuckého namaloval domažlický malíř P. Wimmer v devatenáctém století. Kromě jiného se v kostele nachází také pozdně gotická křtitelnicí s kružbovými motivy a cínovým víkem z roku 1653. Do vnější jižní zdi je vsazen epitaf Pavla Dleska z roku 1581, reliéf Ukřižování a ve zdi presbytáře nápisový náhrobník Duchka Čtyřkolského z Volenic z roku 1560. Varhany pochází ze sedmnáctého století a jejich autory byli Cyprián Mauer a Petr Elgit. Přestavěny byly v roce 1892 Emanuelem Štěpánem Petrem.

## Galerie

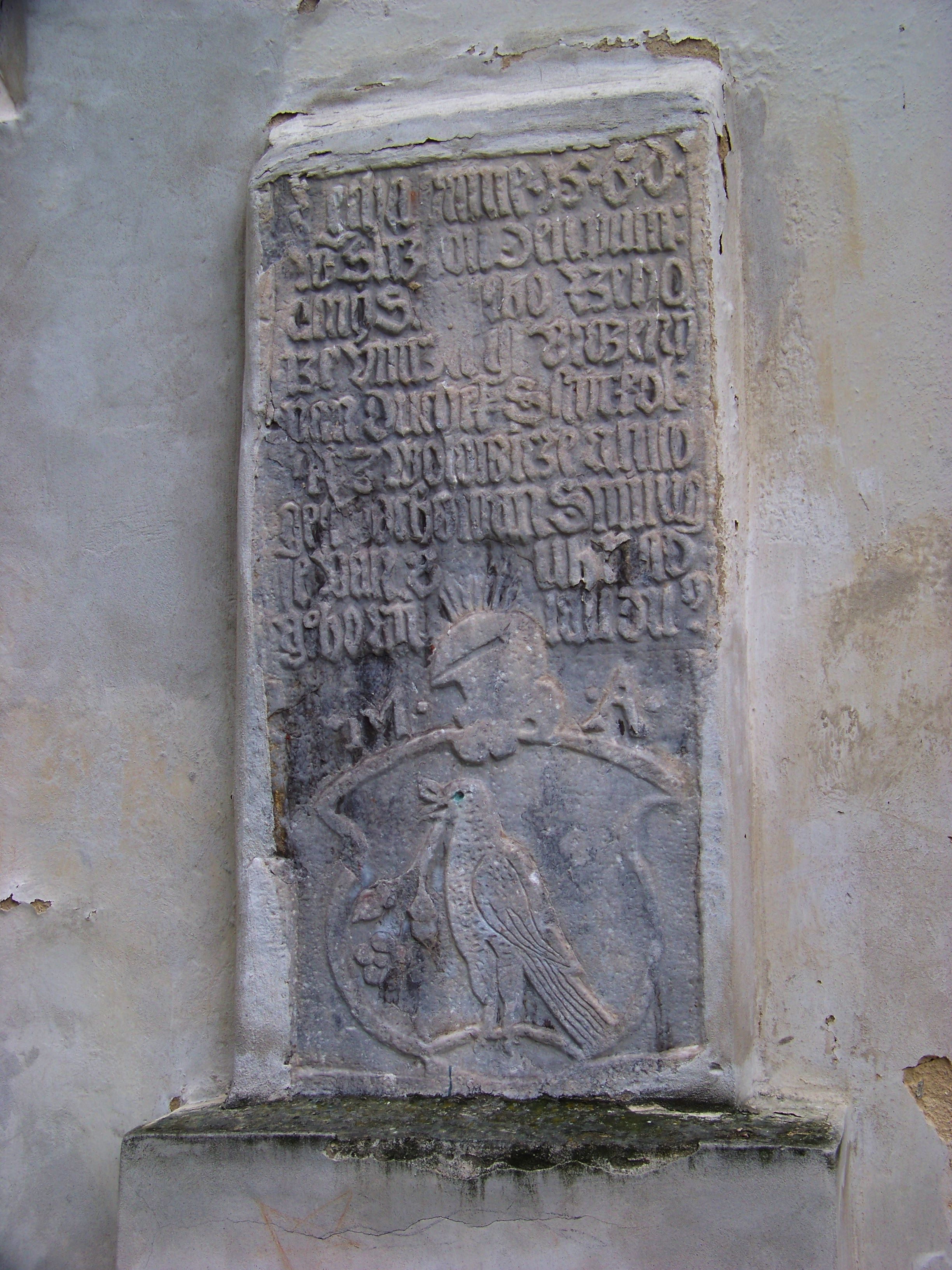
Náhrobník
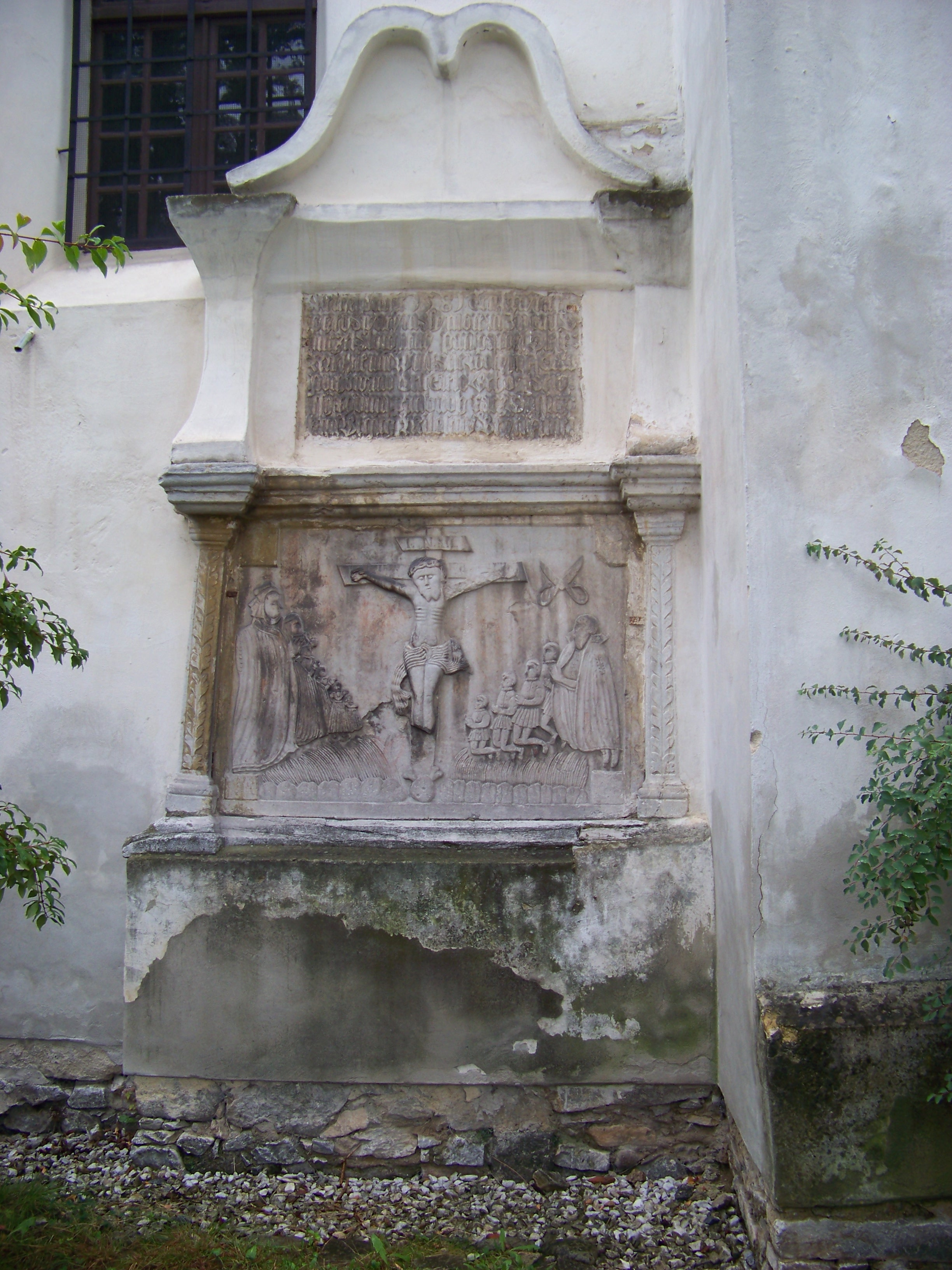
Reliéf ukřižování
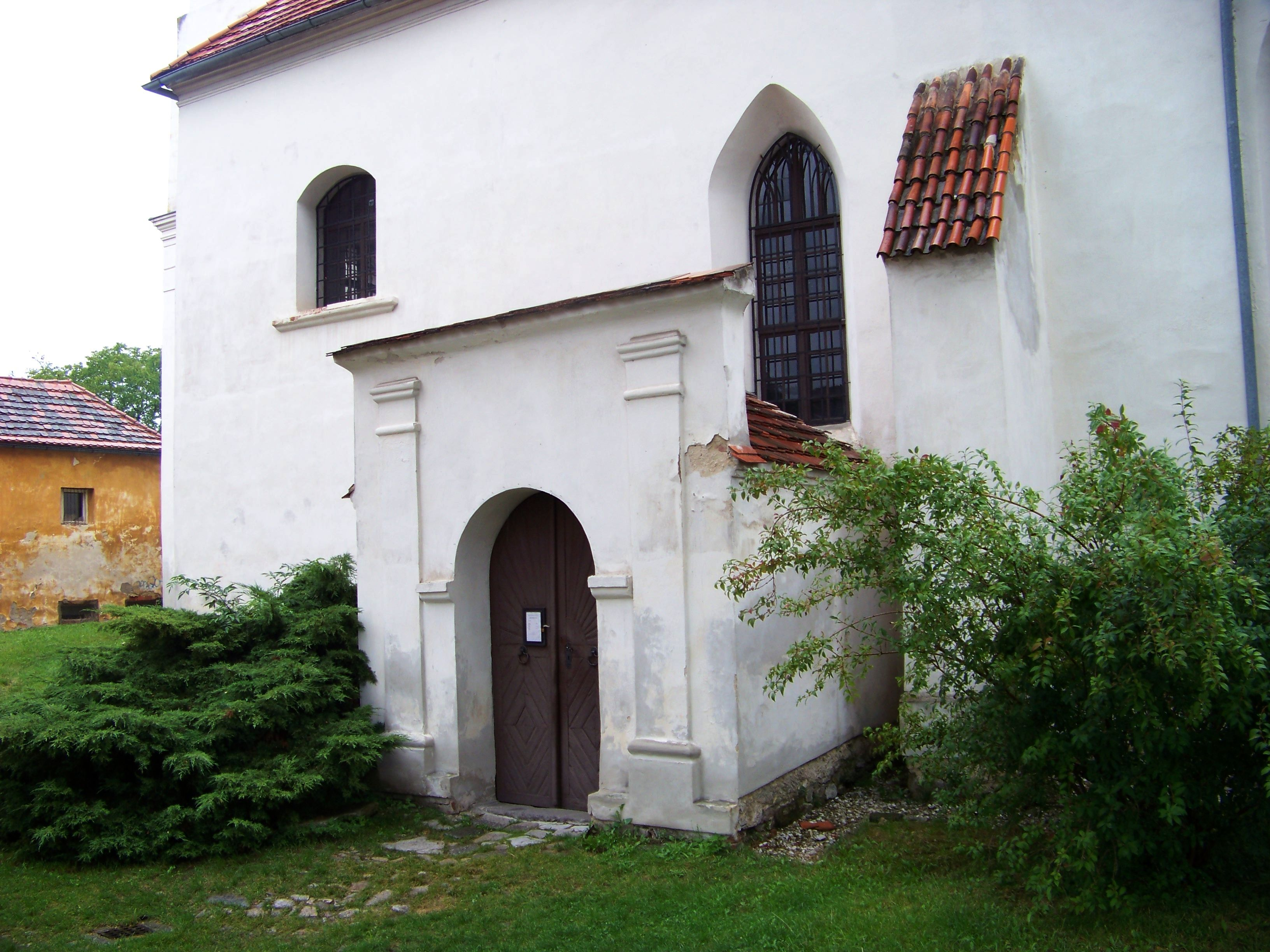
Předsíň